# Castanopsis clarkei
Castanopsis clarkei är en bokväxtart som beskrevs av George King och Joseph Dalton Hooker. Castanopsis clarkei ingår i släktet Castanopsis och familjen bokväxter.

## Underarter
Arten delas in i följande underarter:
- C. c. clarkei
- C. c. pseudindica